# 神曲集
《神曲集》（日语：神曲たち）是日本女子偶像團體AKB48的第2張專輯唱片，也是轉移至唱片公司國王唱片（King Records）之後所發行的第一張精選專輯。於2010年4月7日發行。

## 簡介
以「那麼、從現在開始，AKB的歷史開始了。」（さあ、これからだ。　AKBの歴史は始まる）作為主題標語的《神曲集》，主要收錄的是AKB48在2008年更換代理至國王唱片旗下後，一直至專輯發行時的2010年之間，共16首歌曲作品。除了大部分曾經收錄於單曲唱片的歌曲之外，也收錄了《真實自我》（自分らしさ）與《你和太陽和彩虹》（君と虹と太陽と）兩首專為此專輯製作的新曲，與原本只曾提供網路付費下載、並沒有收錄在任何實體唱片版本中的單曲《Baby! Baby! Baby! Baby!》。在收錄曲中，《藉口Maybe》、《因為喜歡你》與《10年櫻》三曲也是2010年1月舉辦的「AX2010」演唱會中，由歌迷票選的演唱曲目之前三名。
如同AKB48的唱片作品大都採取一作多版本發行的慣例，《神曲集》也分別發行了普通版與劇場版兩個版本。其內容物差異在於劇場版並未收錄《真實自我》與《你和太陽和彩虹》兩首新曲，但多附贈發售紀念大簽唱會的參加券。除此之外，通常版的封面放置的是由12名主力成員共同拍攝的合照，而劇場版則是以前田敦子個人的獨照當封面。
在海外發行方面，《神曲集》是AKB48第一張在台灣推出正式代理版本的作品（一般通稱為「台壓版」）。

## 封面選拔成員
（成員所屬團隊為當時2010編制（新內閣）。）
- Team A：小嶋陽菜、篠田麻里子、高城亞樹、高橋南、前田敦子
- Team K：板野友美、大島優子、宮澤佐江
- Team B：柏木由紀、北原里英、渡邊麻友
- SKE48 Team S：松井珠理奈
  - 有別於《櫻花印記》前排成員，本次專輯宮崎美穗的位置由高城亞樹代替。[2]
  - 這次的選拔成員和《櫻花印記》一樣均為12人。

## 歌曲

### CD
1. 《RIVER》
（作詞：秋元康　作曲、編曲：井上義正（日语：井上ヨシマサ））
2. 《Baby! Baby! Baby! Baby!》
（作詞：秋元康　作曲：上杉洋史　編曲：CHOKKAKU）
3. 《大聲鑽石》
（作詞：秋元康　作曲、編曲：井上義正）
4. 《因為喜歡你》
（作詞：秋元康　作曲：織田哲郎　編曲：野中“まさ”雄一　歌：Under Girls 第2代）
5. 《初日》
（作詞：秋元康　作曲：岡田実音　編曲：市川裕一　歌：Team B[3]）
6. 《10年櫻》
（作詞：秋元康　作曲、編曲：井上義正）
7. 《無法飛翔的鳳尾蝶》
（作詞：秋元康　作曲、編曲：井上義正　歌：Under Girls）
8. 《驚喜之淚!》
（作詞：秋元康　作曲、編曲：井上義正）
9. 《Choose me!》
（作詞：秋元康　作曲：山元祐介　編曲：市川裕一　歌：Team YJ）
10. 《遠距離海報》
（作詞：秋元康　作曲：小川コータ　編曲：野中“まさ”雄一　歌：Team PB）
11. 《藉口Maybe》
（作詞：秋元康　作曲：俊龍　編曲：野中“まさ”雄一）
12. 《飛機雲》
（作詞：秋元康　作曲：成瀬英樹　編曲：野中“まさ”雄一　歌：Theater Girls）
13. 《真假搖滾》
（作詞：秋元康　作曲：Candy&Megane　編曲：野中“まさ”雄一）
14. 《櫻花印記》
（作詞：秋元康　作曲：上杉洋史　編曲：光田健一）
15. 《真實自我》
（作詞：秋元康　作曲：奥田もとい　編曲：武藤星児　歌：小野惠令奈、佐藤菫、渡邊麻友）
  - 由小野、渡邊及佐藤演出補習社廣告曲。
  - 並沒有收錄於劇場盤。
16. 《你與彩虹與太陽》
（作詞：秋元康　作曲：俊龍　編曲：野中“まさ”雄一）
  - 並沒有收錄於劇場盤。
  - 此曲由所有正式成員演唱，人數為48人。

### DVD
1. 《大聲鑽石》舞蹈教學影像
  - SOLO版影像由Team A岩佐美咲擔當
2. 《藉口Maybe》舞蹈教學影像
  - SOLO版影像由Team A前田亞美擔當
3. 《RIVER》舞蹈教學影像
  - SOLO版影像由Team A指原莉乃擔當

## 注解
1. ↑  《Baby! Baby! Baby! Baby!》是只有提供網路付費下載的單曲《Baby! Baby! Baby!》之重新錄製版本。新版本的歌曲與歌詞本身雖然沒有變動，但因收錄於專輯中時參與原版本錄音演唱的選拔成員已有數位先行畢業離團，因此以更新過的選拔成員名單重新錄製曲名稍稍有點差異的新版本。新版本的選拔成員名單包括：
  - Team A：倉持明日香、小嶋陽菜、篠田麻里子、高城亞樹、高橋南、前田敦子
  - Team K：秋元才加、板野友美、梅田彩佳、大島優子、小野惠令奈、菊地彩香、峯岸南、宮澤佐江
  - Team B：河西智美、柏木由紀、北原里英、佐藤菫、宮崎美穗、渡邊麻友
2. ↑  特別是高城並未有選拔成員的經驗，雖然之前曾經2次選入Under Girls及Team PB的成員。
3. ↑  《初日》是舊Team B所演唱的歌曲（TeamB 3rd Stage「睡衣兜風」）。

## 外部連結
- 日本版官方專輯介紹頁 （页面存档备份，存于）（KING RECORDS）（日語）